# 二异丙基色胺
N,N-二异丙基色胺（英語：N,N-Diisopropyltryptamine，/ˌdaɪˌaɪsoʊˌproʊpɪlˈtrɪptəmiːn/，缩写DiPT）是一种色胺类致幻剂和迷幻药物，会造成幻聽。